# Бабич Андріан Васильович
Андріан Васильович Бабич (нар. 2 січня 1992, Тячів, Закарпатська область) — український футболіст, захисник «Тернополя».

## Життєпис
Андріан Бабич народився 2 січня 1992 року в місті Тячів Закарпатської області. У ДЮФЛУ з 2007 по 2009 рік захищав кольори СДЮШОР «Ужгород». Перший тренер — Федір Павлович Приходько.
В 2009 році підписав свій перший професіональний контракт, з ужгородським «Закарпаттям». Проте в головній команді не зіграв жодного поєдинку, натомість зіграв 16 поєдинків у складі клубу в першості дублерів. У 2012 році виступав у складі аматорського клубу ФК «Середнє» (смт Середнє). В сезоні 2013/14 років знову виступав у складі «Говерли», але як і минолого разу, лише в першості дублерів (9 поєдинків). У 2014 році захищав кольори третьолігового словацького клубу «Гуменне». В 2015 році виступав у аматорських клубах з села Велика Бийгань «Надьбегань» та «Бигань». У 2016 році виступав у клубах ФК «Минай» та ФК «Вільхівці», які виступають у чемпіонаті Закарпатської області.
У вересні 2016 року перейшов до ФК «Тернопіль», який виступає в першій лізі чемпіонату України. У футболці городян дебютував 4 вересня 2016 року в програному (0:2) домашньому матчі 7-го туру першої ліги чемпіонату України проти чернігівської «Десни». Андріан вийшов у стартовому складі та відіграв увесь поєдинок, а на 69-ій хвилині отримав жовту картку. Першим голом за «Тернопіль» відзначився 22 жовтня 2016 року на 69-ій хвилині переможного (2:1) домашнього матчу 15-го туру першої ліги чемпіонату України проти київського Миколаєва. Бабич вийшов на поле в стартовому складі та відіграв увесь поєдинок. Наразі в складі ФК «Тернополя» відіграв 11 матчів у першій лізі та 1 матч у кубку України.

## Стиль гри
Чіпко грає в захисті, володіє потужним ударом та далеко вкидає м'яч з ауту.  